# 天主教集宁教区
天主教集寧教區（拉丁語：Dioecesis Zinimensis；中國官方教會稱為：烏蘭察布盟教區）是天主教在中國內蒙古自治區西部教區，設立的一個教區，屬於蒙古教省。

## 概況
1946年4月11日，聖座在中國設立聖統制，集寧宗座代牧區升格為集寧教區，屬於蒙古教省。
1950年，集寧教區信徒人數為36,240人、32個堂區、64位司鐸和98位修女。教座位於內蒙古自治區乌兰察布市的聖母玫瑰主教座堂，現任教區主教為姚順。

## 歷史
1874年，比利时籍的蒙古主教巴耆贤派刘振林神父从蒙古贵族手中购买七苏木，设立传教公所，招徕农民，创建教友村庄，命名为玫瑰营。
1929年2月8日，由西灣子教區分出绥东五县，成立集寧教區，由国籍神父接管。1946年4月11日，聖座決定在中國實行聖統制，集寧宗座代牧區獲升格為集寧教區，樊恆安出任首任集寧教區主教。
集寧教區是歷史上內蒙古地區的6個教區之一（熱河、察哈爾、集寧、綏遠、寧夏、赤峰），主教座堂設在今察右前旗玫瑰營。中國官方稱集甯教區為烏蘭察布盟教區。1950年，3萬6千教友，64位神父。現在擁有10萬教友，占內蒙古全部天主教徒的一半。
1949年10月1日，中國共產黨在中國大陸地區建立中華人民共和國，並開始針對天主教進行宗教迫害及打壓，教會已經無法正常運作。其後，集寧教區的外籍傳教士先後被捕，並被中國政府驅逐出境。1966年至1979年文化大革命期間，教區的所有宗教活動停止，主教座堂遭到破壞。1980年代初，集寧教區逐步恢復宗教活動。
1980年8月，由中國政府控制的組織中國天主教愛國會未經聖座准許，擅自將內蒙古自治區內的教區按照行政區劃重新劃分為呼和浩特教區、赤峰教區、巴彥淖爾盟教區、包頭教區、烏蘭察布盟教區。

## 教堂
- ̆玫瑰营主教座堂

主教座堂位於烏蘭察布盟察哈爾右翼前旗玫瑰營鎮，始建於1899年，1900年和1907年兩次擴建。比利時聖母聖心會於1874年在這裡設立了傳教公所，進行布教並設堂講經。當地地名也命名為玫瑰營，一直沿用至今。教堂占地面積300多平方米，青磚砌牆，鐵瓦覆頂，保持了西歐建築的樣式，後又增建修女院、嬰兒院等房舍500多間。 

## 朝圣地
磨子山圣母朝圣地：位于集宁区东北30公里、玫瑰营镇北10公里处，创建于1900年。

## 歷任主教

### 集寧宗座代牧
- 張智良主教（1929年2月10日-1932年5月26日）[4]
- 樊恆安主教（1933年1月10日-1946年4月11日）[5]

### 集寧主教
- 樊恆安主教（1946年4月11日-1975年）
- 教座從缺（1975年-1995年）
- 劉世功主教（1995年10月20日-2017年6月9日）[6]
- 教座從缺（2017年-2019年）
- 姚順主教（2019年8月26日-現任）[7]